# Blepharotoma plaumanni
Blepharotoma plaumanni är en skalbaggsart som beskrevs av Frey 1973. Blepharotoma plaumanni ingår i släktet Blepharotoma och familjen Melolonthidae. Inga underarter finns listade.